# イコールアース図法

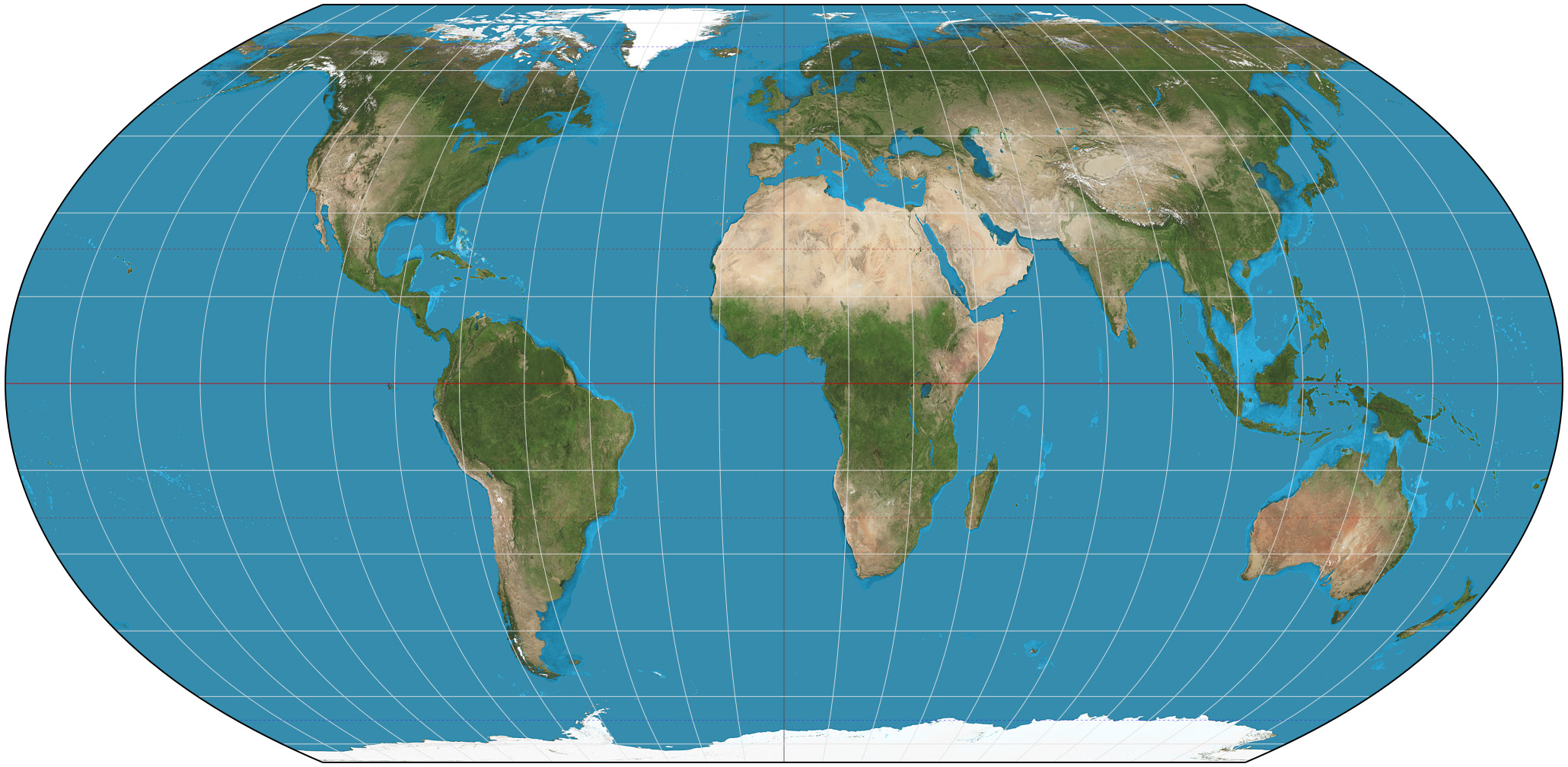
経緯線を15°間隔で施したイコールアース図法

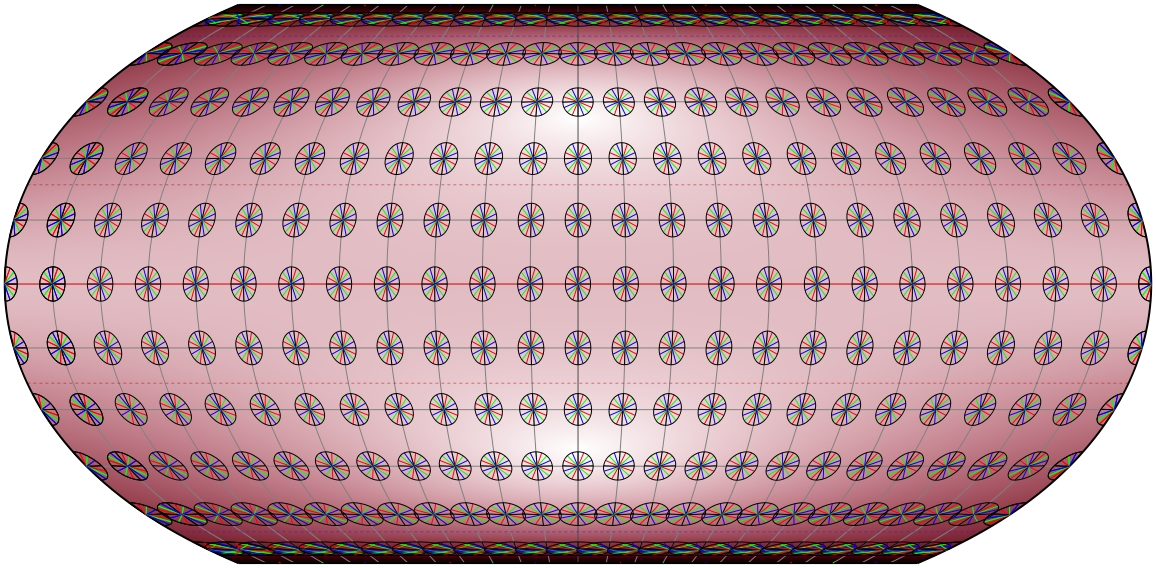
イコールアース図法の投影歪。濃い色ほど歪が大きいことを示す。15°間隔でテイソーの指示楕円を表示している。

イコールアース図法による世界地図（中央子午線を東経150°に設定）

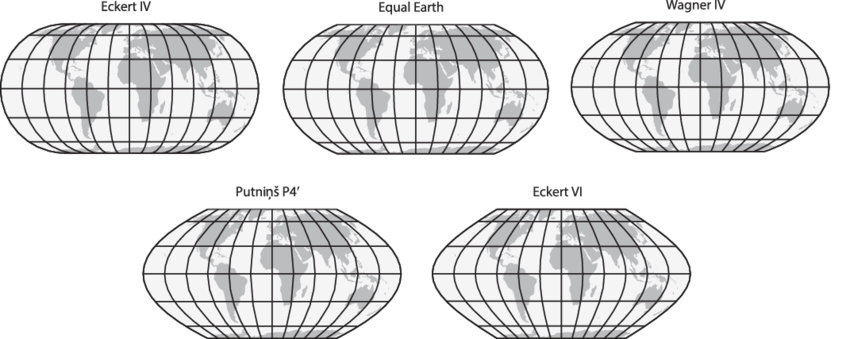
イコールアース図法と他の図法の比較

イコールアース図法（英: Equal Earth map projection）は、世界地図用の投影法である。

## 投影式
緯度を {\displaystyle \varphi }、中央子午線からの経度差を {\displaystyle \lambda } とするとき、投影式は次のように表される。
{\displaystyle {\begin{aligned}x&={\frac {2{\sqrt {3}}\,\lambda \cos {\theta }}{3\,(9\,A_{4}\,\theta ^{8}+7\,A_{3}\,\theta ^{6}+3\,A_{2}\,\theta ^{2}+A_{1})}}\\y&=A_{4}\,\theta ^{9}+A_{3}\,\theta ^{7}+A_{2}\,\theta ^{3}+A_{1}\,\theta \end{aligned}}}
ただし、
{\displaystyle {\begin{aligned}&\theta =\sin ^{-1}\left({\frac {\sqrt {3}}{2}}\sin {\varphi }\right)\\&A_{1}=1.340264,\ A_{2}=-0.081106,\ A_{3}=0.000893,\ A_{4}=0.003796\end{aligned}}}
である。

## 概要
擬円筒図法の一種で、地図上の任意の場所で実際の面積との比が等しくなる正積図法でもある。
公平性が懸念されるガル・ピーターズ図法の代替手段として作成され、ロビンソン図法の意匠から着想を得ている。
次のような特長を謳っている。
- 高い人気を誇るロビンソン図法に類似し、かつ厳密に正積。
- 地球の球形を示唆する湾曲した側面を持つ。
- 緯線が直線であり、赤道からの距離が把握しやすい。
- 緯線に沿って経線が等間隔である。
- 投影規則が効率的に計算機処理でき、かつ実装が容易。